# 公爵千金的家庭教師
《公爵千金的家庭教師》是日本小說家七野Riku撰寫，cura擔綱插畫的輕小說系列。該作品最初在2017年10月於小說投稿網站KAKUYOMU連載，隔年12月經KADOKAWA出版書籍。改編漫畫於2020年7月出版第一冊，由作畫。

## 故事簡介
雖然魔力不強，但魔法技藝卻十分精湛的少年·亞連，僅用一年時間就從王立學院畢業，卻未能通過王宮魔法士的考試。在和王立學園的教授商討後，教授給他介紹了一份「公爵家的家庭教師」的工作。
四大公爵家族之一的霍華德公爵希望讓連基本魔法都不會使用的女兒蒂娜放棄使用魔法，並在將來從事她自己擅長的「研究植物和農作物」的職業，於是委託亞連讓蒂娜放棄就讀王立學園。
然而亞連主動提出教導蒂娜，讓她能夠使用魔法達到王立學園的水準，並成為她和她的貼身女僕愛莉的導師，愛莉是為霍華德家服務的沃卡家族的繼承人。
亞連的魔法課程內容顛覆了常識，並解開了封印在蒂娜身上的謎團，以此為起點，撼動世界的魔法師徒傳說就此開始。

## 登場人物

### 主要人物
亞連（聲：上村祐翔）
本作的主角，17歲的平民少年，是個親生父母不詳的孤兒，被獸人狼族出身的養父母納丹及艾琳撿到並撫養長大。他的名字源自於200年前魔王大戰中被稱為英雄、外號【流星】的狼族豪傑之名。
雖然魔力量在一般人之下，但對魔法的控制技術之精湛和博學多聞之程度是他人所難以企及的。這使他在王立學園僅僅1年就順利畢業，又在王立大學三度跳級，提前1年畢業。畢業前夕應徵王宮魔法士的工作卻因故落榜。在王立大學的恩師·教授的介紹下，前往四大公爵家之一的霍華德嘉擔任家庭教師。
在王立學園時，他與威茵萊特王國四大公爵家之一的鈴斯特家之長女麗狄雅相遇，並教導其魔法，兩人雙雙以首席和次席之姿，僅僅一年就從學園畢業並考上王立大學，成為學園的傳奇風雲人物。
雖然總是被麗狄雅頤指氣使，但他同時也是其摯友及戀人，更是戰鬥的最佳拍檔或阻止麗狄雅魔力失控的重要存在。因此以【劍姬的頭腦】之外號馳名。
他擁有被稱為「鑰匙」的神祕能力，能夠與他人連結魔力並將他人的魔力挪為己用，從而有能力施展原本單靠自己魔力無從施展的上級魔法。這個神秘能力也是麗狄雅和蒂娜能夠使用魔法，並讓寄宿在兩人體內的大魔法精靈甦醒的關鍵，而導致他不時被捲入各種麻煩中。
因為過去協助雙親照顧自己的義妹卡連的關係，他有不時會摸比自己小的女生的頭以安撫其情緒的習慣，而在無意間擄獲眾多女角的芳心。被教授和大學研究室的同學們戲稱為【天生的幼女殺手】（天性の年下殺し）。
性格溫柔正直、善解人意，同時天資聰穎、擇善固執，嚴以律己到有自我否定的傾向。面對難關從不輕言退卻，儘管不時因為不希望讓所愛或在乎之人受傷而刻意單打獨鬥、陷入困境，但總能獲得貴人相助而逢凶化吉。讓麗狄雅跟蒂娜相繼敞開原本封閉的心胸並對他死心塌地，也讓卡連、史黛拉、麗妮、愛莉，甚至莉莉、謝麗爾和費莉西雅等人都對他傾心，他因此成為眾女角追逐的焦點。
蒂娜・霍華德（聲：澤田姬）
四大公爵家——霍華德家的千金之一，現任公爵沃爾特的次女。外號【幼冰姬】，13歲，擁有「公爵千金」之尊稱。外表與母親羅莎極其相似，擁有王位的非正式繼承權。愛莉是她的女僕暨青梅竹馬，也是她的摯友。麗妮則是她認識的第一個朋友。
雖然是公爵家的直系後裔，但她在遇到亞連之前一直無法使用魔法，並因此被貴族社會視為霍華德家族的「禁忌之子」，飽受蔑視與侮辱。因此，她對於幫助她能夠使用魔法及指明未來的亞連懷有好感。也是第三個和亞連締結魔力連結的人。
她能夠使用霍華德家的終極魔法——冰雪狼，並且被大精靈「冰鶴」寄宿於體內。
在學術方面，她從小就熱愛閱讀，她對植物和農作物的研究尤其熱心，並據此改善了霍華德家族領地的糧食自給和經濟狀況，她發表的植物或農作物主題的論文，品質甚至能媲美王立大學學生的作品。因此亞連稱她為「王國之至寶」。
雖然她以最高分被王立學園錄取，但入學之際她驚訝地發現，自己帽子上戴的徽章與排名第二的亞連不同。她試圖降低成績以跟亞連匹配，但後來認為「亞連可能不喜歡她這麼做」而打消主意，直到前期測驗都一直保持成績首席的地位。
麗狄雅・鈴斯特（聲：長谷川育美）
四大公爵家——鈴斯特家的千金之一，現任公爵理恩的長女，與蒂娜同樣有「公爵千金」的尊稱。外號【劍姬】，17歲，家中排行老二，另有哥哥理查和妹妹麗妮。
與亞連是王立學校同期生，也是王立大學同學，兩人一起創下僅用1年就從王立學校畢業，並包辦首席和次席的空前紀錄。稍後也以3年時間從王立大學提前畢業。
她是本作女角陣容中能力最強，與亞連關係也最親近的一位。加上亞連對待年輕女性的態度是以妹妹而非異性，這使她在眾女角針對亞連的爭奪中總是佔據上風，而她本身也非常喜歡亞連，絲毫不想讓亞連以外的其他人站在自己身邊。嫉妒心重、佔有慾強烈，同時也十分傲嬌，每次遇到亞連總是直接以使出極致魔法「火焰鳥」或揮劍砍去來做為問候或是掩飾尷尬的藉口。但也只有在亞連面前會展現出自己纖細嬌柔和脆弱的一面。
在實戰中，通常以火焰鳥魔法為中心，雖然尚未成為當家，但已繼承了原本應由歷任當家傳承的寶劍「真朱」，她的體內並寄宿有大精靈「炎麟」，這使她的「火焰鳥」之威力幾乎是家族中最強的。
在遇到亞連之前，她的處境與蒂娜相似，幾乎無法使用魔法，被蔑稱為「鈴斯特家的禁忌之子」，還一度遭到自家管家誘拐，因此進入了劍術學校就讀。連帶封閉內心、不愛打扮，對家人和女僕的態度亦相當冷淡。與亞連相遇後，由其教她魔法，她也是繼卡蓮之後，第二個與亞連締結魔力連結的人。也因為與亞連締結魔力連結，她終於能夠開始使用魔法，這使她從此對亞連敞開心胸，對家人跟女僕的態度也逐漸改變。
由於她在大多數戰鬥中只使用魔法，對手泰半實力亦不如她，所以她常被誤認為是專注於魔法的人，但實際上，她最出名的是她的劍術，因此被授予【劍姬】的外號。了解這一點的人不會犯下用劍挑戰她的錯誤，但王國裡知道這一點的人不多。
只要和亞連聯手，她就能在短時間內立於不敗之地。因此只要其同意，她會毫不猶豫地交出自己的魔力量和亞連連結魔力，可說是對亞連無條件的信任和愛意的表現。
愛莉・沃卡（聲：守屋亨香）
沃卡家的後繼者，蒂娜的專屬女僕，父母已病逝。比蒂娜要大一歲，剛開始也的確表現得像姐姐一樣，不過來不知怎地被蒂娜關照著。喜歡亞連。
卡蓮（聲：前島亞美）
獸人族中的狼族少女，亞連的義妹。精通劍術、武術和魔法，是一位才華橫溢的少女，喜歡亞連。
王立學校的現任學生會副會長。
史黛拉・霍華德（聲：水瀨祈）
四大公爵家——霍華德家的千金之一，現任公爵的長女，有一位妹妹。仰慕亞連。
王立學校的現任學生會長。
麗妮・鈴斯特（聲：岡咲美保）
四大公爵家——鈴斯特家的千金之一，現任公爵理恩的次女，13歲，家中排行老么。
外號【幼炎姬】，和麗狄雅同樣被尊稱為「公爵千金」，稱呼亞連為「兄長大人」，對其非常仰慕。
與蒂娜、愛莉是王立學園同期生，而她則是以第三名成績入學。她嫉妒蒂娜奪走了亞連，因此兩人每次見面幾乎都會吵架。但她也是蒂娜在同儕中結交的第一個朋友。另一方面，她和愛莉的關係還不錯。
她以第三名的身份進入王立學園。這讓她很高興，因為代表她和亞連是以同一個位階入學。她的魔法主要以火系為主。她也會使用「火焰鳥」，是一位繼承了母親和姊姊劍術和火魔法天分的天才女性。

### 霍華德家
威茵萊特王國的四大公爵之一。世代傳承冰屬性魔法。終極魔法是「冰雪狼」。秘傳是「蒼拳」。是守護王國北方，被譽為「戰神」的家族。自王國開國、家門建立以來，霍華德家在戰場上從未嚐過敗績。
沃爾特・霍華德（聲：諏訪部順一）
蒂娜的父親，霍華德公爵。
蘿莎・霍華德
蒂娜的母親，霍華德公爵夫人，已過世。
葛拉漢・沃卡（聲：中博史）
侍奉霍華德家的執事長，愛莉的外公。
雪莉・沃卡（聲：定岡小百合）
侍奉霍華德家的女僕長，愛莉的外婆。

### 鈴斯特家
威茵萊特王國的四大公爵之一。世代傳承火屬性魔法。終極魔法是「火焰鳥」。秘傳是「紅劍」。守護王國南方。擁有強大的母系血統。因為歷代戰鬥狂人輩出，被其他國家蔑稱為野蠻人家族。
理恩・鈴斯特
鈴斯特公爵，理查、麗狄雅、麗妮三兄妹的父親。鈴斯特家旁系出身，雖然同樣有能力使出「火焰鳥」，但實力不如妻子和長女。
與麗莎是表兄妹，視如自己的妹妹，也因此很早就被其擄獲並結婚。這讓他擔心麗狄雅是否也想對亞連做出同樣的事情。很疼愛自己的孩子們。
因為麗狄雅的關係，與妻子一樣對亞連非常感恩與中意。幾乎視其為長女女婿的不二人選，並在亞連背後鼎力支持。
麗莎・鈴斯特（聲：川澄綾子）
鈴斯特公爵夫人，理查、麗狄雅、麗妮三兄妹的母親。前任【劍姬】，也是鈴斯特家實際的當家。駐顏有術，與麗狄雅和麗妮站在一起時不像母親，反倒像是姊姊，是鈴斯特家的直系後裔。
現役時，曾經是威茵萊特王國最強的劍士暨魔法士，戰功彪炳，被敵人稱為【浴血姬】（血塗れ姫）。以致當她出現在戰場時，常常迫使諸敵國立刻提出議和要求。
她和理恩是表兄妹，自幼就相識。結婚及退役後的現今已是南方領地的得力經營者。她之所以沒有成為現任公爵，是因為想看到丈夫帥氣的一面。性格溫柔體貼，直率真誠。她對身份地位有著先進的觀念，重視才能勝於血統。因此對於讓麗狄雅敞開封閉的內心，並取得使用魔法的能力的亞連十分感恩，視其如親生兒子般疼愛。她並沒有偏廢對理查的關照與疼愛，但她認為如果兒子缺乏才能，讓亞連入贅成為下任鈴斯特公爵也可以。
她比任何人都更珍惜亞連，一直努力想提升亞連的身份地位，甚至與亞連的養母艾琳建立起能互相通信的深厚情誼。
雖然已經退休，她仍然能夠輕鬆施展「火焰鳥」，其威力能和麗狄雅分庭抗禮。
與理恩在16歲時結婚，並以此積極鼓勵麗狄雅對亞連示愛，讓麗狄雅非常頭疼和難為情。
理查・鈴斯特（聲：橘龍丸）
麗狄雅、麗妮的兄長，25歲，近衛騎士團的兩位副團長之一，下任鈴斯特公爵，尊稱為「公子殿下」。被兩個妹妹分別以「愚兄」和「理查哥哥」代稱。他是一位非常英俊的年輕人，深受女性喜愛。已有一個訂下婚約的未婚妻。
理殷・鈴斯特
前任鈴斯特公爵，麗莎的父親和理查三兄妹的祖父，忠實奉行鈴斯特家男子的信條「不碰觸神靈就不會被詛咒」（触らぬ神に祟りなし，亦即「不招惹麻煩」）－不介入家族女性間的吵架糾紛。
在第四次南方戰役時出任後方總指揮，對菲莉西雅的能力相當讚賞。
麗瑟・鈴斯特
前任鈴斯特公爵夫人，麗莎的母親和理查三兄妹的祖母，曾經是大陸最強的魔法士，自稱【緋天】，侯國聯邦則稱她為【紅血魔女】（緋血の魔女）。因為她曾經單槍匹馬在戰鬥中把侯國聯合最強的魔法士「七魔杖」全員一擊瞬殺。
和女兒一樣，在16歲就跟理殷結婚。
第二次南方戰役時，僅憑自己一人就將侯國聯邦之一的埃特納侯國徹底蹂躪，讓其僅僅3天就舉起白旗向鈴斯特家投降。
因為和女兒一樣在16歲就結婚。因此對於麗狄雅的害羞深為苦惱，不時會跟麗莎訴苦「好想快點抱到曾孫喔」。
路卡・鈴斯特
鈴斯特副公爵、埃特納及札納領領主。理特利和莉莉兄妹的父親，理恩的弟弟，也是理查三兄妹的叔叔。
菲亞努・鈴斯特
鈴斯特副公爵夫人、理特利和莉莉兄妹的母親，也是理查三兄妹的嬸嬸。外號【微笑姬】，因為即使在戰鬥中她也總是笑臉盈盈的揮劍或發動魔法，與麗莎、麗瑟一樣都是深受敵人敬畏與忌憚的存在。性格開朗、心思細膩，即使面對困境也從不露出一絲陰霾神色，因此深受麗莎乃至鈴斯特一家上下的信賴。女兒莉莉也因為她的影響而有著幾乎一樣的陽光性格。
和麗莎一樣，她也對亞連相當中意，有意想讓亞連入贅副公爵家和莉莉結婚。而和麗莎成為競爭對手。
理特利・鈴斯特
莉莉的哥哥，跟麗狄雅對理查一樣，莉莉也將他稱作「愚兄」。外號【劍聖】，是鈴斯特家劍術和戰鬥力最優秀的男子。但在與能夠成功運用魔法的表妹麗狄雅過招落敗後即不告而別，離家出走四處流浪。目前在拉拉諾亞共和國修練，期間並對作點心產生興趣。
安娜（聲：堀籠沙耶）
鈴斯特家的女僕長及首席女僕，鬼教官。曾經當過理查的家庭教師，是本作中最長壽的人物之一。
鈴斯特家女僕次團「麗狄雅及麗妮兩大小姐暗中守望會」會長。
既是鈴斯特家女僕隊的領導人，也是家族幕後情報網的指揮官，每天蒐集國內外情資。外號【死神】，昔日曾經是尤斯汀帝國派往威茵萊特王國刺殺鈴斯特公爵的刺客之一，但與麗莎交戰時敗北，並且被其美貌所俘虜而徹底投降。其後成為麗莎最忠實的左膀右臂。女僕工作實力僅次於霍華德家的女僕長雪莉。
因為見證過麗狄雅與亞連相遇前後的改變，因此和麗莎一樣鼎力支持麗狄雅和亞連的關係，個人對亞連亦由衷敬佩、言聽計從。
蘿蜜
副女僕長，次席女僕，南方島嶼國家出身，有著和相貌身材不相稱的怪力，在戰鬥中會揮舞巨槌作戰。
莉莉．鈴斯特
鈴斯特副公爵、埃特納及札納領領主路卡的女兒。也是麗狄雅和麗妮的表姊。
女僕隊第三席，性格陽光樂觀，曾經在麗狄雅小時候擔任其貼身女僕，但受到其厭惡。與亞連在麗狄雅於暑假帶其回到南都宅邸時相遇，彼此都不知道對方的名字，但曾在南都約會半天。
因為亞連支持她想當女僕的志向及見證過其魔力，而對亞連鍾情。面對父親幾番安排相親或婚配的勸說都嚴詞拒絕，並表示除非對象比亞連更厲害，否則她絕不點頭出嫁，也不會放棄女僕的工作。
劍術與魔法雖然不如麗狄雅，但除此之外都比其更優秀。也能熟練運用亞連獨創的魔法式。
雖然是女僕，但沒有女僕裝，通常穿著袴出勤。
艾瑪
女僕隊第四席
辛蒂
女僕隊第六席
莎琪
女僕隊第六席
柯黛莉亞
女僕隊第八席
希妲．史丹頓
見習女僕，麗妮的專屬女僕。平民出身，因為信奉來自遠東國家的月神信仰，不時會有「月神大人」的口頭禪。

### 其他人物
教授（聲：內田夕夜）
亞連和麗狄雅的教授，曾說過他們是他所教過最好的學生之一。
羅德公卿
王立學校的校長，精靈，稱號為「大魔導」。
傑勒德・威茵萊特（聲：宮田俊哉）
第二王子。個性狂妄自大，位於騎士團第八位，相當看不起平民出身的亞連和獸人族出身的卡蓮。也是導致亞連在王官魔法士考試落榜的元兇(因此事使他在騎士團常常被騎士團團員幹部找碴，而且也讓四大公爵家等貴族都知道他的傲慢)，在那场骚动後由四大公爵家的奥格伦家看管，受到了无限期禁足的处分，与之有所牵扯的贵族们也皆被严惩。之後他和他的随从『黑骑士』威廉·马歇尔和前王国骑士们試图在东都谋反。
谢丽尔・威茵萊特
王女。
蓋哈特・嘉德納
是典型的守舊派，同時也是貴族派閥的巨頭。身為次男的他未能繼承侯爵家的當家之位，但他相當拘泥於血統的有無，對於實力至上的方針也多有批判，看不起平民出身的亞連。
吉尔・奥格伦
16歲，四大公爵家——奥格伦家的公子之一，在家中排行第四，年纪比亞連和丽狄雅小上一岁。
威廉·马歇尔
是第二王子的随从
约翰・威茵萊特
王太子
蕾蒂西亚·卢布费拉
是四大公爵家——卢布费拉家的前前任卢布费拉公爵

## 出版書籍

### 小說
| 卷數 | 富士見書房     | 富士見書房             | 東立出版社    | 東立出版社             |
| 卷數 | 初版發售日期   | ISBN                   | 初版發售日期  | ISBN                   |
| ---- | -------------- | ---------------------- | ------------- | ---------------------- |
| 1    | 2018年12月20日 | ISBN 978-4-04-073021-9 | 2020年3月16日 | ISBN 978-957-264-873-5 |
| 2    | 2019年2月20日  | ISBN 978-4-04-073022-6 | 2020年7月9日  | ISBN 978-957-265-394-4 |
| 3    | 2019年6月20日  | ISBN 978-4-04-073221-3 | 2021年6月11日 | ISBN 978-957-266-358-5 |
| 4    | 2019年10月19日 | ISBN 978-4-04-073222-0 | 2022年3月31日 | ISBN 978-957-268-089-6 |
| 5    | 2020年3月19日  | ISBN 978-4-04-073583-2 | 2023年3月23日 | ISBN 978-957-269-907-2 |
| 6    | 2020年7月17日  | ISBN 978-4-04-073584-9 |               |                        |
| 7    | 2020年11月20日 | ISBN 978-4-04-073852-9 |               |                        |
| 8    | 2021年3月19日  | ISBN 978-4-04-073853-6 |               |                        |
| 9    | 2021年7月16日  | ISBN 978-4-04-074145-1 |               |                        |
| 10   | 2021年11月20日 | ISBN 978-4-04-074146-8 |               |                        |
| 11   | 2022年3月19日  | ISBN 978-4-04-074477-3 |               |                        |
| 12   | 2022年7月20日  | ISBN 978-4-04-074478-0 |               |                        |
| 13   | 2022年11月18日 | ISBN 978-4-04-074735-4 |               |                        |
| 14   | 2023年4月20日  | ISBN 978-4-04-074736-1 |               |                        |
| 15   | 2023年8月20日  | ISBN 978-4-04-075020-0 |               |                        |
| 16   | 2024年2月20日  | ISBN 978-4-04-075021-7 |               |                        |
| 17   | 2024年7月20日  | ISBN 978-4-04-075491-8 |               |                        |
| 18   | 2025年1月18日  | ISBN 978-4-04-075731-5 |               |                        |
| 19   | 2025年4月18日  | ISBN 978-4-04-075890-9 |               |                        |
| 20   | 2025年7月18日  | ISBN 978-4-04-075976-0 |               |                        |
| 0    | 2025年7月18日  | ISBN 978-4-04-075978-4 |               |                        |

### 漫畫
| 卷數 | 富士見書房    | 富士見書房             | 東立出版社   | 東立出版社             |
| 卷數 | 初版發售日期  | ISBN                   | 初版發售日期 | ISBN                   |
| ---- | ------------- | ---------------------- | ------------ | ---------------------- |
| 1    | 2020年7月21日 | ISBN 978-4-04-109454-9 | 2023年2月6日 | ISBN 978-957-26-7849-7 |
| 2    | 2021年9月25日 | ISBN 978-4-04-109455-6 |              |                        |
| 3    | 2023年4月26日 | ISBN 978-4-04-113036-0 |              |                        |
| 4    | 2024年2月26日 | ISBN 978-4-04-114552-4 |              |                        |
| 5    | 2025年7月26日 | ISBN 978-4-04-116299-6 |              |                        |

## 電視動畫
改編電視動畫於2025年7月播出。

### 製作人員
- 原作：七野Riku
- 角色原案：cura
- 導演：長山延好
- 副導演：石栗和彌
- 劇本統籌：清水惠
- 角色設計：豐田曉子
- 角色設計輔佐：竹本早耶香
- 道具設計：大出翔平
- 服裝設計：山田菜都美
- 美術設定：長澤順子
- 美術監督：海野芳美
- 色彩設計：山彌夕夏
- 攝影監督：豐岡茂紀
- 3D導演：高倉健志
- 剪輯：岡祐司
- 音響導演：立石彌生
- 音響製作：Bit grooove promotion
- 音樂：羽岡佳
- 音樂製作：國王唱片
- 動畫製作：Studio Blanc[27]
- 製作：公爵千金的家庭教師製作委員會

### 主題曲
片頭曲Wish for you
演唱：前島亞美，作詞、作曲：Imaban，編曲：石倉譽之、Imaban
片尾曲
演唱：岡咲美保，作詞：秋田涼一，作曲、編曲：澤田空海理

### 各話列表
| 話數  | 標題                   | 劇本   | 分鏡            | 演出     | 作畫監督                                      | 總作畫監督                   | 首播日期      |
| ----- | ---------------------- | ------ | --------------- | -------- | --------------------------------------------- | ---------------------------- | ------------- |
| 第1話 | 無法使用魔法的公爵千金 | 清水惠 | 長山延好        | 石栗和彌 | Synod、杭州神在動畫、BigOwl                   | 豐田曉子、中山和子、南波天   | 2025年 7月6日 |
| 第2話 | 拒絕的事物             | 清水惠 | 石栗和彌        | 杉阿椰子 | Synod、杭州神在動畫、                         | 豐田曉子、中山和子、露木愛里 | 7月13日       |
| 第3話 | 落淚後盛開的花朵       | 笹野惠 |                 | 吉村朝陽 | Synod、杭州神在動畫                           | 豐田曉子、中山和子、露木愛里 | 7月20日       |
| 第4話 | 最終測驗               |        | 渡真利晃喜      | 關武藏   | Synod、杭州神在動畫、JACKPOT、Ritera Pictures | 中山和子、南波天、露木愛里   | 7月27日       |
| 第5話 | 嚮往的王立學校 前篇    | 清水惠 |                 | 矢野孝典 | Synod、杭州神在動画                           | 中山和子、南波天             | 8月10日       |
| 第6話 | 嚮往的王立學校 後篇    | 笹野惠 | Pitera Pictures | 田尻賀子 | 、JACKPOT、BigOwl                             | 中山和子、南波天、           | 8月17日       |
| 第7話 | 在溫泉進行課外活動     | 清水惠 | 石栗和彌        | 杉阿椰子 | 小林花緒、Synod、杭州神在動畫、Radplus        | 中山和子、南波天、           |               |

## 腳註

## 外部連結
- 富士見書房  公女殿下の家庭教師 （页面存档备份，存于）（日語）
- 公女殿下の家庭教師 - 無料コミック ComicWalker （页面存档备份，存于）（日語）
- 公女殿下の家庭教師（七野りく） - カクヨム （页面存档备份，存于）（日語）
- 電視動畫《公爵千金的家庭教師》官方網站（日語）
- 電視動畫《公爵千金的家庭教師》官方的X（前Twitter）